# Distretto di Blagoevgrad
Il distretto di Blagoevgrad (in bulgaro област Благоевград?) è un distretto bulgaro di 324 110 abitanti. Confina a ovest con la Macedonia del Nord (regione Orientale e regione Sudorientale), a nord con i distretti di Kjustendil e Sofia, a est con i distretti di Pazardžik e Smoljan, a sud con la Grecia (regioni della Macedonia Orientale e Tracia e della Macedonia Centrale). È il terzo distretto più esteso della Bulgaria, dopo quelli di Sofia e di Burgas.
Essendo parte della regione storica macedone, il distretto è anche noto come Macedonia Pirin, dal nome della locale catena montuosa.

## Storia

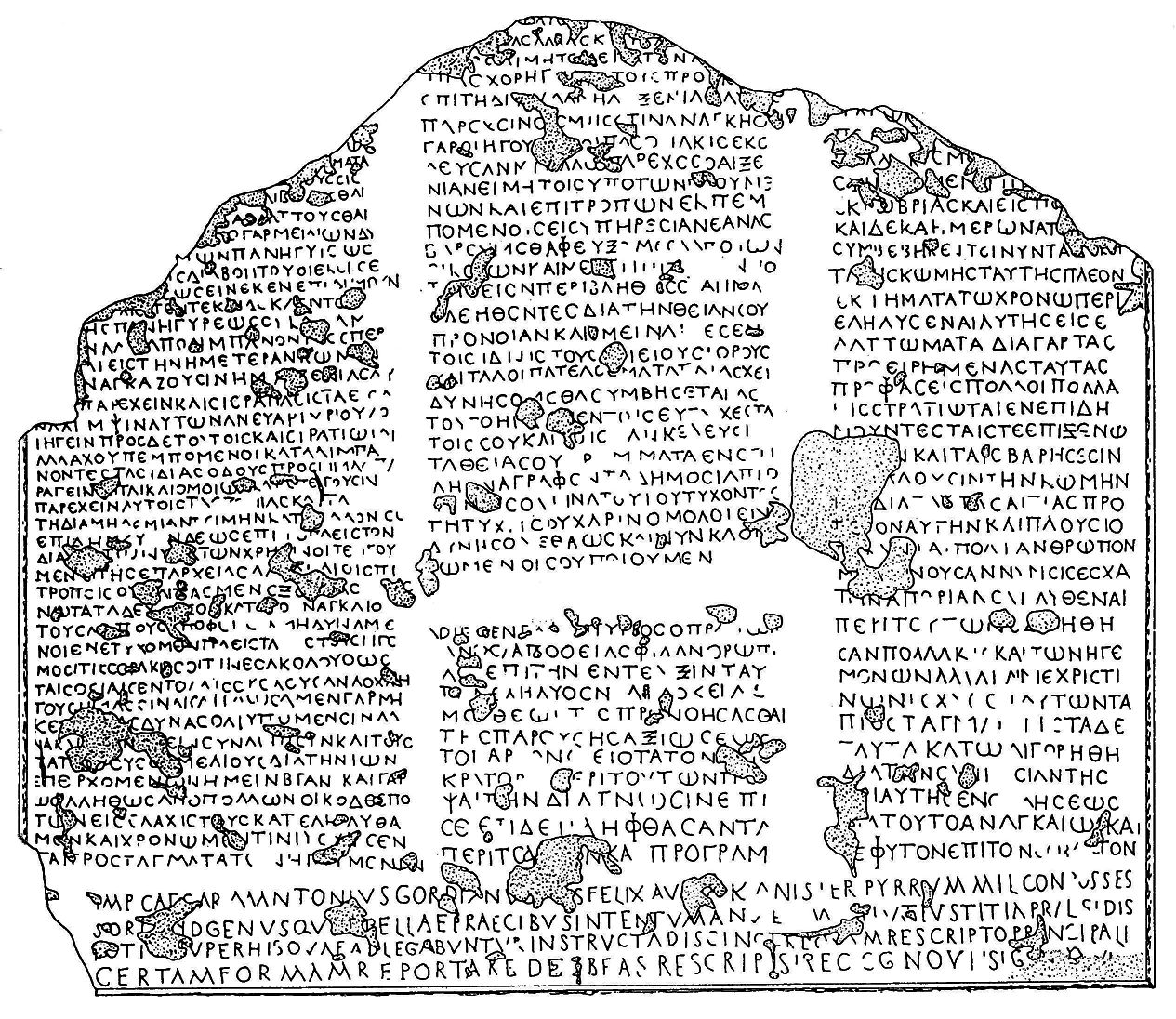
Petizione degli abitanti del Scaptopara per Gordiano III

I primi insediamenti risalgono all'età del bronzo e del ferro. Successivamente i traci colonizzarono il territorio e lo battezzarono Scaptopara (in greco Σκαπτοπαρα, che significa città di mercato) . Intorno al 300 a.C. fu conquistata dall'Impero Romano.
Blagoevgrad divenne parte dell'Impero ottomano dal 1374 al 1383, quando i turchi ottomani conquistarono le città greche di Serres e di Drama. La città fu inclusa nei documenti ottomani qualche tempo dopo la conquista finale di Salonicco (1430), con il nome di Nevrokop. Nel 1480 Mehmed Bey, figlio di Karaca Paşa, fece costruire una grande moschea, che rappresentò il primo monumento architettonico ottomano nel distretto. Nel 1900 la popolazione del distretto contava 12.500 persone di origine turca e di religione musulmana, 26.960 bulgari di religione musulmana e 35.310 bulgari di religione cristiana.
Dopo la prima guerra balcanica (1912-1913), l'Impero Ottomano perse quasi tutti i territori europei, compresa Nevrokop. Da quel momento la città, ormai diventata un distretto della Bulgaria, iniziò un lento cambiamento: vennero cacciati la maggior parte dei turchi dal territorio e vennero aperte varie scuole bulgare cristiane.
La città è stata rinominata Blagoevgrad nel 1950 in onore di Dimităr Blagoev, un politico bulgaro, conosciuto per aver idealizzato e teorizzato la Federazione Balcanica.

## Geografia fisica
Il distretto di Blagoevgra è situato nella parte sud-occidentale della Bulgaria e confina a ovest con la Macedonia del Nord, a nord con i distretti di Kjustendil e Sofia, a est con i distretti di Pazardžik e Smoljan, a sud con la Grecia. Inoltre il territorio copre una superficie di circa 628 km2, la quale superficie rende Blagoevgrad il terzo distretto più esteso della nazione.

### Morfologia

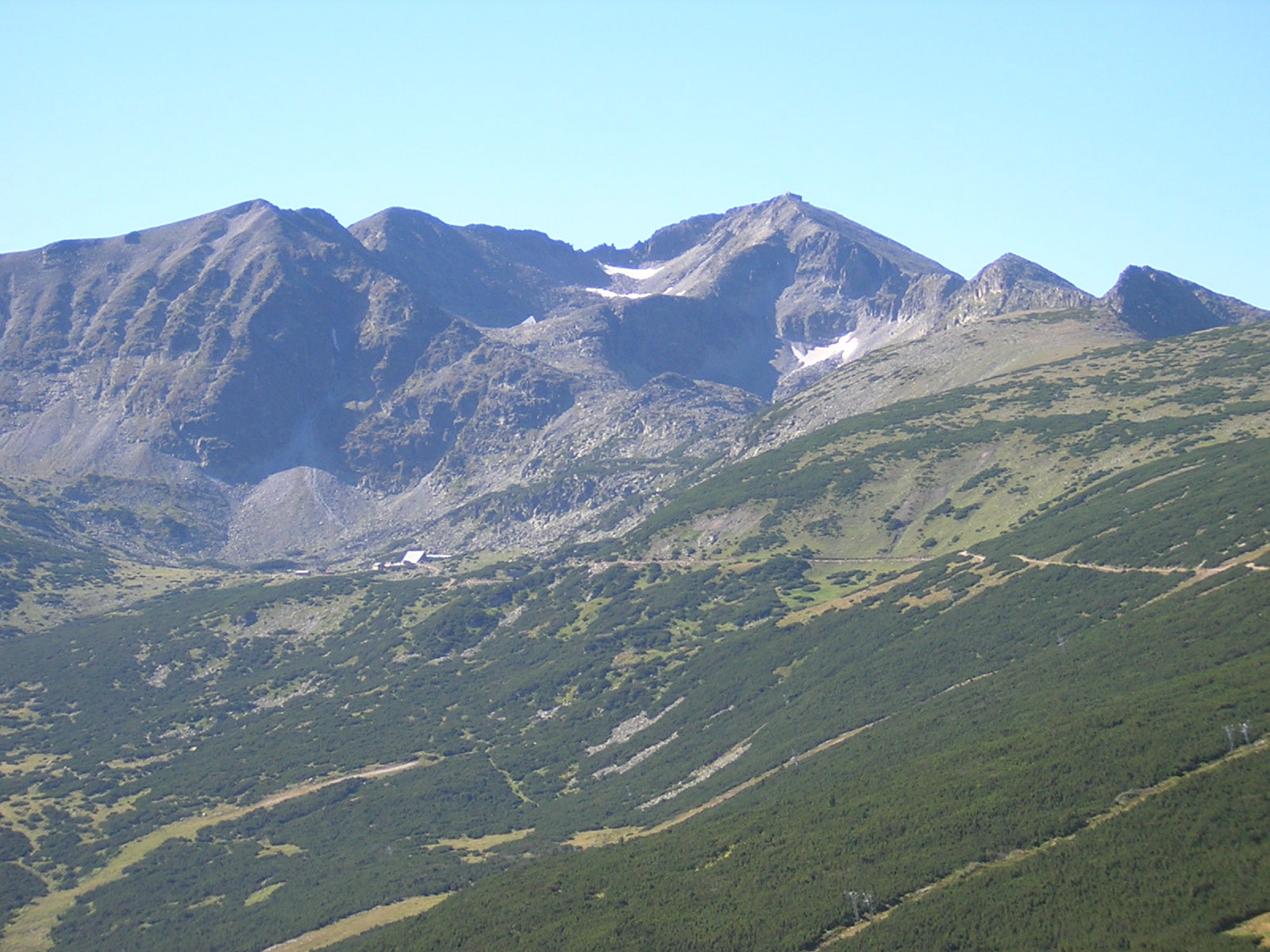
Il Monte Mussala visto da Yastrebec

Dal punto di vista geologico, il distretto di Blagoevgrad è prevalentemente montuoso. Nel lembo settentrionale di Blagoevgrad, al confine con il distretto di Kjustendil e quello di Sofia, è presente il massiccio del Rila (il sesto gruppo montuoso d'Europa) e la vetta più elevata della Bulgaria e dell'intera penisola balcanica (Mussala). Verso il centro e per quasi l'intero territorio è presente la catena montuosa del Pirin (il settimo gruppo montuoso d'Europa), nota soprattutto per la sua ricca flora e fauna, infatti gran parte del territorio è coperto da boschi, che comprendono le più belle foreste di conifere della Bulgaria e rendono il territorio un importante centro turistico e di sport invernali. Inoltre è presente anche la seconda vetta più elevata della nazione (Vihren).
| Cima           | Gruppo | Altezza in m s.l.m. |
| -------------- | ------ | ------------------- |
| Mussala        | Rila   | 2925                |
| Vihren         | Pirin  | 2914                |
| Kutelo         | Pirin  | 2908                |
| Banski Suhodol | Pirin  | 2884                |
| Poležan        | Pirin  | 2851                |
| Kamenica       | Pirin  | 2822                |
| Malăk Poležan  | Pirin  | 2822                |
| Bajuvi Dupki   | Pirin  | 2820                |
| Jalovarnika    | Pirin  | 2763                |
| Kajmakčal      | Pirin  | 2763                |
| Gazej          | Pirin  | 2761                |
| Beslet         | Rodopi | 1938                |

### Idrografia
Nel distretto sono presenti due grandi fiumi: Struma e Mesta. Il primo sorge nella catena montuosa del Vitoša ed attraversa il capoluogo Blagoevgrad e i comuni Kresna, Petrič, Sandanski e Strumjani. L'ultimo sorge nei monti del Rila ed attraversa i comuni Belica, Garmen, Jakoruda e Razlog.

### Clima
Il clima di Blagoevgrad può essere definito di transizione tra il clima continentale e quello mediterraneo. La temperatura media di gennaio è di 0,6 °C mentre in estate sui 23° e può arrivare anche ai 41,6 °C. Il distretto è caratterizzato da forti venti freddi provenienti dal nord. Inoltre la catena montuosa del Rila porta la brezza nelle montagne e l'aria fredda nelle giornate estive. L'inverno è mite, breve e caratterizzato da una bassa quantità di precipitazione.

## Ambiente naturale

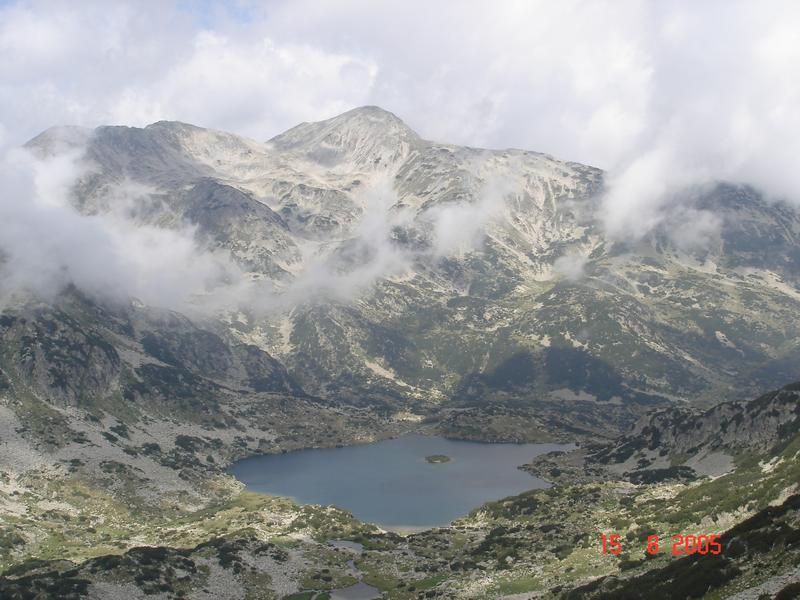
Il parco nazionale del Pirin, uno dei tre parchi nazionali della Bulgaria

Alcuni fattori, come la densità di popolazione relativamente bassa della Provincia, la presenza di vasti ambienti isolati, l'istituzione di diverse aree naturali protette, un certo grado di rispetto degli abitanti per i luoghi naturali, hanno permesso la conservazione di numerose specie animali e vegetali.
Tra la popolazione faunistica di Blagoevgrad, estremamente varia, si possono ricordare alcune specie particolarmente numerose: gli invertebrati, pipistrelli, orso bruno.
Il territorio di Blagoevgrad è ricoperto per circa il 52% dai boschi (circa 300.000 chilometri quadri). Nei versanti più elevati esso è composto principalmente da conifere, ma sono presenti anche muschio e alghe.

## Società

### Evoluzione demografica
Al 1º gennaio 2011 si contavano 324.110 abitanti, di cui 64.822 stranieri (20%). Nello stesso anno la popolazione urbana conta 186.363 abitanti (57,5%), mentre quella rurale conta 137.747 abitanti (42,5%).

## Comuni
Il Blagoevgrad è caratterizzato da numerose località di piccolissime dimensioni. Per l'espletamento di numerosi servizi, di cui le località non potrebbero farsi carico singolarmente, sono stati istituiti i comuni.
Appartengono al distretto di Blagoevgrad le seguenti 162 località:
- Ablanica (Hadžidimovo)
- Avramovo (Jakoruda)
- Bacevo (Razlog)
- Babjak (Belica)
- Baldevo (Garmen)
- Bania (Razlog)
- Baničan (Goce Delčev)
- Bansko
- Bel Kamen (Jakoruda)
- Belevehčevo (Sandanski)
- Belica
- Beljovo (Sandanski)
- Beslen (Hadžidimovo)
- Blagoevgrad
- Blatska (Hadžidimovo)
- Bogolin (Satovča)
- Borovo (Goce Delčev)
- Boždovo (Sandanski)
- Brestovo (Simitli)
- Brezhani (Simitli)
- Breznica (Goce Delčev)
- Bukovo (Goce Delčev)
- Buncevo (Jakoruda)
- Čereshnitsa (Sandanski)
- Čerešovo (Belica)
- Černa Mesta (Jakoruda)
- Cherniche (Simitli)
- Dabnica (Garmen)
- Dagonovo (Belica)
- Damjanitsa (Sandanski)
- Debren (Garmen)
- Debrene (Sandanski)
- Delčevo (Bulgaria) (Goce Delčev)
- Dobărsko (Razlog)
- Dobri Laki (Strumjani)
- Dobrinishte (Bansko)
- Dobrotino (Goce Delčev)
- Dokatichevo (Simitli)
- Dolen (Satovča)
- Doleni (Sandanski)
- Dolna Gradeşniţa (Kresna)
- Dolno Draglişte (Razlog)
- Dolno Drjanovo (Garmen)
- Dolno Osenovo (Simitli)
- Dragostin (Goce Delčev)
- Drakata (Strumjani)
- Džigurovo (Sandanski)
- Eleşniţa (Razlog)
- Fărgovo (Satovča)
- Filipovo (Bansko)
- Gajtaninovo (Hadžidimovo)
- Gălăbovo (Bulgaria) (Belica)
- Garmen
- Goce Delčev
- Godeševo (Satovča)
- Godlevo (Razlog)
- Golešovo (Sandanski)
- Goljam Calim (Sandanski)
- Göreme (Strumjani)
- Gorna Brezniţa (Kresna)
- Gorna Krušica (Strumjani)
- Gorna Ribnica (Strumjani)
- Gorna Sušica (Sandanski)
- Gorno Draglişte (Razlog)
- Gorno Drjanovo (Garmen)
- Gorno Kraište (Belica)
- Gorno Osenovo (Simitli)
- Gorno Spančevo (Sandanski)
- Gospodinci (Goce Delčev)
- Gostun (Bansko)
- Gradevo (Simitli)
- Hadžidimovo
- Harsovo (Sandanski)
- Hotovo (Sandanski)
- Hrasna (Sandanski)
- Hvostiane (Garmen)
- Igralište (Strumjani)
- Ilinden (Hadžidimovo)
- Ilindenci (Strumjani)
- Jakoruda
- Janovo (Sandanski)
- Jurukovo (Jakoruda)
- Kalimanci (Sandanski)
- Karlanovo (Sandanski)
- Kamenica (Strumjani)
- Kărpelevo (Strumjani)
- Kašina (Sandanski)
- Katunci (Sandanski)
- Klepalo (Strumjani)
- Kočan (Satovča)
- Kolibite (Strumjani)
- Konarsko (Jakoruda)
- Koprivlen (Hadžidimovo)
- Kornica (Goce Delčev)
- Kovačevica (Garmen)
- Kovačevo (Sandanski)
- Kraište (Belica)
- Krăstilci (Sandanski)
- Kremen (Bansko)
- Kresna
- Kribul (Satovča)
- Krupnik (Simitli)
- Krusevo (Garmen)
- Kuzjovo (Belica)
- Lăažnica (Goce Delčev)
- Ladarevo (Sandanski)
- Laskarevo (Sandanski)
- Laki (Hadžidimovo)
- Lebnica (Sandanski)
- Lehovo (Sandanski)
- Lešten (Garmen)
- Levunovo (Sandanski)
- Lešnica (Sandanski)
- Liljanovo (Sandanski)
- Ljubovište (Sandanski)
- Ljubovka (Sandanski)
- Ljutovo (Belica)
- Lozenica (Sandanski)
- Mahalata (Strumjani)
- Malki Calim (Sandanski)
- Marčevo (Garmen)
- Mechkul (Simitli)
- Mesta (Bansko)
- Melnik (Bulgaria) (Sandanski)
- Musomišta (Goce Delčev)
- Nikudin (Strumjani)
- Nova Lovča (Hadžidimovo)
- Novo Delčevo (Sandanski)
- Novo Hodžovo (Sandanski)
- Novo Leski (Hadžidimovo)
- Obidim (Bansko)
- Ognjanovo (Garmen)
- Orcevo (Belica)
- Oreše (Garmen)
- Osenovo (Bansko)
- Osikovo (Garmen)
- Osina (Satovča)
- Oştava (Kresna)
- Palat (Strumjani)
- Palatik (Belica)
- Paril (Hadžidimovo)
- Petrič
- Petrovo (Sandanski)
- Piperitsa (Sandanski)
- Pirin (Sandanski)
- Pletena (Satovča)
- Ploski (Sandanski)
- Polena (Simitli)
- Polenitsa (Sandanski)
- Poleto (Simitli)
- Petrelik (Hadžidimovo)
- Rakitna (Simitli)
- Razdol (Strumjani)
- Razlog
- Ribnovo (Garmen)
- Rožen (Sandanski)
- Sadovo (Hadžidimovo)
- Sandanski
- Satovča
- Sedelec (Strumjani)
- Semkovo (Belica)
- Senokos (Simitli)
- Simitli
- Sklave (Sandanski)
- Skrebatno (Garmen)
- Slašten (Satovča)
- Slivniţa (Kresna)
- Smolevo (Jakoruda)
- Spatovo (Sandanski)
- Spera (Sandanski)
- Sredna (Goce Delčev)
- Stara Kresna (Kresna)
- Stoža (Sandanski)
- Struma (Sandanski)
- Strumjani
- Sugarevo (Sandanski)
- Suhostrel (Simitli)
- Sushitsa (Simitli)
- Teplen (Hadžidimovo)
- Tešovo (Hadžidimovo)
- Troskovo (Simitli)
- Tsaparevo (Strumjani)
- Tuhovišta (Satovča)
- Vaklinovo (Satovča)
- Vălkosel (Satovča)
- Valkovo (Sandanski)
- Veljuštec (Strumjani)
- Vihren (Sandanski)
- Vinogradi (Sandanski)
- Vlahi (Kresna)
- Vrakupovica (Strumjani)
- Vranja (Sandanski)
- Zheleznitsa (Simitli)
- Žiževo (Satovča)
- Zlataritsa (Belica)
- Zlatolist (Sandanski)
- Zornica (Sandanski)

### Comuni più popolosi
Questi sono i quattordini comuni del distretto, ordinati per numero di abitanti (2009):
| Pos. | Stemma | Comune di   | Popolazione (ab) | Superficie (km²) | Densità (ab/km²) | Altitudine (m s.l.m.) |
| ---- | ------ | ----------- | ---------------- | ---------------- | ---------------- | --------------------- |
| 1º   |        | Blagoevgrad | 88.457           | 28,909           | 2657             | 410                   |
| 2º   |        | Petrič      | 64.367           | 650              | 54               | 168                   |
| 3º   |        | Sandanski   | 45.722           | 26,867           | 1100             | 296                   |
| 4º   |        | Goce Delčev | 35.884           | 315,8            | 114,06           | 508                   |
| 5º   |        | Razlog      | 22.681           | 439,86           | 51,21            | 812                   |
| 6º   |        | Satovča     | 19.025           | 334,24           | 51,94            | 323                   |
| 7º   |        | Garmen      | 16.799           | 388,4            | 42,17            | 605                   |
| 8º   |        | Simitli     | 15.746           | 529              | 29,74            | 748                   |
| 9º   |        | Bansko      | 13.556           | 492,14           | 26,93            | ?                     |
| 10º  |        | Jakoruda    | 11.271           | 339              | 33,67            | ?                     |
| 11º  |        | Hadžidimovo | 11.207           | 333              | 34,13            | 485                   |
| 12º  |        | Belica      | 10.356           | 293              | 35,13            | 952                   |
| 13º  |        | Strumjani   | 6.284            | 366              | 18,02            | ?                     |
| 14º  |        | Kresna      | 5.982            | 339              | 17,14            | ?                     |

### Etnie e minoranze straniere
Al 1º gennaio 2011 gli stranieri residenti in distretto sono 64.822. I gruppi più numerosi sono quelli di:
- Turchia 30 790
- Romania 14 261